# Bie
Bie är en tätort i Katrineholms kommun i Södermanlands län, belägen utmed riksväg 56, cirka en mil norr om Katrineholm. Närliggande orter är Flodafors och Äsköping.

## Historia
Bie var ursprungligen en by som fram till 1840-talet bestod av tio gårdar, varav fyra omvandlades 1843 till kurorten Augustenbad för att bedriva hydroterapi. Författaren Anneli Jordal, som bodde i Bie under några år, har skrivit en roman, Augustenbad en sommar, som utspelar sig på orten. Kvar av hälsobrunnen finns idag endast två brunnspaviljonger.
Sedan 1970-talet återstår gårdar i byn – Bie Gästgivaregård (1907 - 2021) ägt av släkten Pettersson), Bie Westergård (1854 - 2020) ägt av släkten Anell) och Bie Östergården (sedan 1759 ägd av släkten Måsén). I byns äldsta hus (1752) bor författaren Lars Hermansson som driver Bie Biennal, scen för samtida konst och litteratur, i ortens gamla sädesmagasin.
Den moderna bebyggelsen i samhället har vuxit fram uppe på åsen, där vägen mot Julita passerar.

### Befolkningsutveckling
| Befolkningsutvecklingen i Bie 1950–2020 | Befolkningsutvecklingen i Bie 1950–2020 | Befolkningsutvecklingen i Bie 1950–2020 | Befolkningsutvecklingen i Bie 1950–2020 | Befolkningsutvecklingen i Bie 1950–2020 |
| --------------------------------------- | --------------------------------------- | --------------------------------------- | --------------------------------------- | --------------------------------------- |
|                                         |                                         |                                         |                                         |                                         |
| År                                      |                                         |                                         | Folkmängd                               | Areal (ha)                              |
| 1950                                    | 1950                                    |                                         | 265                                     |                                         |
| 1960                                    | 1960                                    |                                         | 241                                     |                                         |
| 1965                                    | 1965                                    |                                         | 287                                     |                                         |
| 1970                                    | 1970                                    |                                         | 378                                     |                                         |
| 1975                                    | 1975                                    |                                         | 421                                     |                                         |
| 1980                                    | 1980                                    |                                         | 536                                     |                                         |
| 1990                                    | 1990                                    |                                         | 551                                     | 60                                      |
| 1995                                    | 1995                                    |                                         | 624                                     | 61                                      |
| 2000                                    | 2000                                    |                                         | 582                                     | 62                                      |
| 2005                                    | 2005                                    |                                         | 549                                     | 62                                      |
| 2010                                    | 2010                                    |                                         | 528                                     | 62                                      |
| 2015                                    | 2015                                    |                                         | 510                                     | 63                                      |
| 2020                                    | 2020                                    |                                         | 518                                     | 63                                      |
|                                         |                                         |                                         |                                         |                                         |

## Samhället
Bie består av både äldre och lite nyare hus samt bostadsrätter.
I Bie skola finns låg- och mellanstadium samt fritidsgård.

## Idrott
Det finns en idrottsförening som heter Bie GoIF.

## Kända Biebor
- Anders Borg, före detta finansminister
- Tord Filipsson, cyklist
- Erik Hassle, sångare, kompositör
- Olof Larsson, bondeståndets talman
- Sven Otto Littorin, före detta arbetsmarknadsminister
- Gustaf Lövås, skådespelare
- Oskar Wahlström, fotbollsspelare